# Saale-Orla

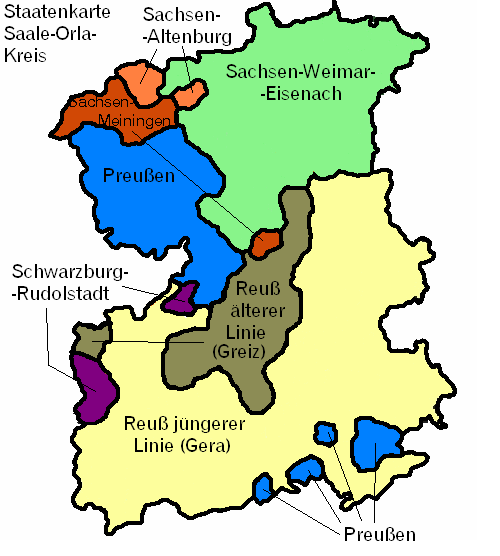
Mapa histórico, foi estado até 1922

Saale-Orla é um distrito (kreis ou landkreis) da Alemanha localizado no estado da Turíngia.

## Cidades e municípios
| Cidades livres | Municípios livres                                   |
| --- | --------------------------------------------------- |
| 1. Bad Lobenstein 2. Gefell 3. Hirschberg 4. Neustadt an der Orla 5. Pößneck 6. Saalburg-Ebersdorf 7. Schleiz 8. Tanna 9. Wurzbach | 1. Kospoda 2. Remptendorf 3. Rosenthal am Rennsteig |

| Verwaltungsgemeinschaften | Verwaltungsgemeinschaften | Verwaltungsgemeinschaften | Verwaltungsgemeinschaften |
| --- | --- | --- | --- |
| 1. Oppurg 1. Bodelwitz 2. Döbritz 3. Gertewitz 4. Grobengereuth 5. Langenorla 6. Lausnitz 7. Nimritz 8. Oberoppurg 9. Oppurg1 10. Quaschwitz 11. Solkwitz 12. Weira 13. Wernburg | 2. Ranis-Ziegenrück 1. Eßbach 2. Gössitz 3. Keila 4. Krölpa 5. Moxa 6. Paska 7. Peuschen 8. Ranis1, 2 9. Schmorda 10. Schöndorf 11. Seisla 12. Wilhelmsdorf 13. Ziegenrück2 | 3. Seenplatte 1. Dittersdorf 2. Görkwitz 3. Göschitz 4. Kirschkau 5. Löhma 6. Moßbach 7. Neundorf bei Schleiz 8. Oettersdorf1 9. Plothen 10. Pörmitz 11. Tegau 12. Volkmannsdorf | 4. Triptis 1. Dreitzsch 2. Geroda 3. Lemnitz 4. Miesitz 5. Mittelpöllnitz 6. Rosendorf 7. Schmieritz 8. Tömmelsdorf 9. Triptis1, 2 |
| 1sede do Verwaltungsgemeinschaft;2cidade | | | |